# Східний інститут українознавства ім. Ковальських
Східний інститут українознавства ім. Ковальських (СІУ) — науково-дослідна громадська фундація, заснована у 2000 р. в рамках Програми досліджень Східної України ім. Ковальських Канадського Інституту українських студій (КІУС) Альбертського університету, очолюваної д-ром Зеноном Когутом.

## Загальна інформація
СІУ носить ім'я видатних українських меценатів Дарії та Михайла Ковальських (Вестон, Онтаріо), уславлених підтримкою наукових досліджень у галузі українознавства.
Інститут здійснює свою діяльність на базі Харківського національного університету ім. В. Н. Каразіна згідно з укладеним договором про співпрацю.
Основна мета Східного Інституту українознавства ім. Ковальських полягає в дослідницькій, популяризаторській та організаційній роботі в галузі українознавства та історичного краєзнавства на Сході України.

### Головні напрямки діяльності інституту
- вивчення міжетнічних і міжнаціональних стосунків переважно в регіонах Східної України;

- видавнича діяльність, розвиток інформаційної мережі, проведення наукових конференцій, круглих столів, семінарів;

- проведення щорічного конкурсу студентських наукових робіт в галузі українознавства на здобуття премії ім. Ковальських;

- розробка та видання нових програм, навчальних і методичних матеріалів українознавчого циклу.

Директор Східного інституту українознавства ім. Ковальських — доктор історичних наук, професор Володимир Кравченко.
Східний інститут українознавства ім. Ковальських (Харків) проводить щорічний конкурс студентських наукових робіт у галузі українознавства [Архівовано 10 травня 2011 у Wayback Machine.].

## Доробок Інституту та основні імпрези
- Міжнародна наукова конференція "У пошуках власного голосу: Усна історія як теорія, метод та джерелоЄ (11-12 грудня 2009 р.)
- Міждисциплінарна науково-практична конференція «Усна історія в сучасних соціально-гуманітарних студіях:

теорія і практика досліджень» (27-28 жовтня 2006 р.) https://web.archive.org/web/20091214193920/http://keui.univer.kharkov.ua/oral_history/konf_2006.HTM
- Міжнародний симпозіум регіональні «столиці» України: пошуки нової ідентичності.  10 квітня 2006 р. http://keui.univer.kharkov.ua/project/regional_capitals_programm.htm [Архівовано 14 грудня 2009 у Wayback Machine.]
- Міжнародний симпозіум «Прикордоння: історичний і культурно-антропологічний аспекти» https://web.archive.org/web/20070213000622/http://www-keui.univer.kharkov.ua/conference/GELA.htm
- Міжнародний симпозіум «Університети і нації в Російській імперії в XIX ст. (Харківський та Віленський навчальний округи)» http://keui.univer.kharkov.ua/conference/simp16okt.htm [Архівовано 22 червня 2008 у Wayback Machine.]
- Міжнародна науково-практична конференція «Гендерна політика міст: історія і сучасність». 18 грудня 2003 р. http://keui.univer.kharkov.ua/events.htm [Архівовано 31 січня 2009 у Wayback Machine.]

## Основні видання Інституту та його співробітників
- Схід-Захід: історико-культурологічний збірник (щорічник). Головний редактор — В. В. Кравченко.
- Зубков М. Г. Сучасний російсько-український, українсько-російський словник. — Харків: «УІС», 2000. — 576 с. ISBN 966-7778-00-2.
- Петровський В. В. Українсько-російські взаємини в сучасній західній науковій літературі (1991—2001 pp.). — X.: Майдан, 2003. — 492 с. Науковий редактор: доктор історичних наук, професор В. В. Кравченко
- Крістоф-Дітріх фон Роммель. Спогади про моє життя та мій час. Erinnerungen aus meinem Leben und aus meiner Zeit. Частина перша 1785 — 1804. Частина друга 1804—1810. Частина третя 1810—1815. Частина четверта 1815—1816. Х.,Майдан, 2001.
- Шевельов Юрій. Історична фонологія української мови. Канадський інститут українських студій. Східний інститут українознавства ім. Ковальських. Харківське історико-філологічне товариство. Переклад з англійської Сергія Вакуленка, Андрія Даниленка. Проект здійснено завдяки підтримці Міжнародного фонду «Відродження»та Української Вільної Академії Наук у США. Перекладено за виданням: Shevelov G. Y. A Historical Phonology of the Ukrainian Language. Heidelberg: Carl Winter, 1979. - 808 p.
- Однороженко О. А. Українські державні, земельні та міські печатки козацької доби (кінець XVI — XVIII ст.). — Харків, 2003.-220 с.

## Контакти
Адреса інституту:
61077, м. Харків, майдан Свободи, 6; ХНУ ім. В. Н. Каразіна, філософський факультет, кафедра українознавства.